# 小行星21423
小行星21423（21423 Credo）是一颗绕太阳运转的小行星，为主小行星带小行星。该小行星于1998年3月24日发现。

## 轨道参数
小行星21423的轨道半长轴为2.4156321 UA，离心率为0.054。